# Sky (trò chơi điện tử)
Sky: Children of the Light, gọi tắt Sky, là một trò chơi phiêu lưu độc lập xã hội mạng được phát triển và phát hành bởi Thatgamecompany. Lần đầu phát hành cho iOS vào ngày 18 tháng 7 năm 2019, tiếp đó cho Android vào ngày 7 tháng 4 năm 2020, và chính thức ra mắt trên Nintendo Switch vào ngày 29 tháng 6 năm 2021.

## Lối chơi
Trong Sky: Children of the Light, người chơi khám phá một "vương quốc phép thuật" bằng cách dùng áo choàng để bay. Có bảy cõi để tham quan, mỗi cõi mang theo mỗi chủ đề xoay quanh từng giai đoạn của cuộc đời. Ngoài các cõi này, còn khu vực Home là trung tâm đi lại giữa các cõi. Suốt hành trình, người chơi bắt gặp những "linh hồn" (spirit) mang đến vật phẩm để đổi lấy tiền tệ là nến trong trò chơi. Người chơi có thể tìm thấy những ngôi sao bị mất mang lại "ánh sáng có cánh", thu thập nhiều ánh sáng đồng nghĩa với việc nâng cấp cánh, giúp người chơi bay cao và xa hơn.
Trò chơi tập trung vào xã hội, người chơi quốc tế được phân theo ngẫu nhiên. Người chơi có thể gặp gỡ và kết bạn với người chơi khác để mở khóa các khả năng như trò chuyện và gửi quà tặng cho nhau. Ngoài ra còn có nhiều mặt hàng có thể thay đổi gồm áo choàng, mặt nạ, kiểu tóc, mũ, quần, nhạc cụ và biểu cảm. Những vật phẩm này có thể thu được bằng cách dùng tiền tệ trong trò chơi.

## Phát triển
Vào tháng 5 năm 2014, sau thành công của tựa game trước là Journey kể từ 2012, Thatgamecompany thông báo công ty đã huy động được 7 triệu đô la cho dự án tiếp theo từ các nhà đầu tư và sau khi trở thành đối tác với công ty đầu tư mạo hiểm Capital Today, đồng thời bước vào giai đoạn phát triển tiếp theo của dự án. Công ty cho rằng dự án này thiết kế nhằm "tạo ra trải nghiệm đầy cảm xúc kết nối giữa người chơi với người chơi ở mọi lứa tuổi, mọi hoàn cảnh".

## Phát hành
Trò chơi phát hành lần đầu cho iOS vào ngày 18 tháng 7 năm 2019, tiếp đó cho Android vào ngày 7 tháng 4 năm 2020, hiện tại việc phát hành trên máy chơi game cầm tay Nintendo Switch được dự định vào mùa hè năm 2020. Vào tháng 1 năm 2020, có thông báo Thatgamecompany sẽ phát hành trên nhiều nền tảng hơn trong tương lai và hỗ trợ tính năng crossplay – kết nối với những người chơi từ nền tảng khác.

## Đón nhận

### Đánh giá
Trang Metacritic chấm tổng hợp 81/100 điểm với 17 bài đánh giá, các nhà phê bình ca ngợi trò chơi là game iOS của năm vào 2019, nằm vị trí thứ năm trong những game iOs được bàn tán nhiều vào năm 2019 và đứng vị trí 12 trong những game iOS hay nhất năm 2019 theo quan điểm của trang.

### Giải thưởng
Trò chơi thắng giải game hay nhất năm cho iPhone của Apple Inc. trong năm 2019.
| Năm  | Giải thưởng                             | Hạng mục                                     | Kết quả      | Tham khảo     |
| ---- | --------------------------------------- | -------------------------------------------- | ------------ | ------------- |
| 2019 | Giải Cần điều khiển Vàng 2019           | Moile Game of the Year                       | Đề cử        | [ 15 ]        |
| 2019 | The Game Awards 2019                    | Best Mobile Game                             | Đề cử        | [ 16 ]        |
| 2020 | New York Game Awards                    | A-Train Award for Best Mobile Game           | Đề cử        | [ 17 ]        |
| 2020 | Pocket Gamer Mobile Games Awards        | Game of the Year                             | Đề cử        | [ 18 ]        |
| 2020 | Pocket Gamer Mobile Games Awards        | Best Audio/Visual Accomplishment             | Đề cử        | [ 18 ]        |
| 2020 | Pocket Gamer Mobile Games Awards        | Pocket Gamer People's Choice                 | Đoạt giải    | [ 18 ]        |
| 2020 | Annual D.I.C.E. Awards lần thứ 23       | Portable Game of the Year                    | Đề cử        | [ 19 ]        |
| 2020 | NAVGTR Awards                           | Game, Original Family                        | Đề cử        | [ 20 ]        |
| 2020 | NAVGTR Awards                           | Original Light Mix Score, New IP             | Đề cử        | [ 20 ]        |
| 2020 | Game Developers Choice Awards           | Best Mobile Game                             | Đề cử        | [ 21 ] [ 22 ] |
| 2020 | Game Developers Choice Awards           | Audience Award                               | Đoạt giải    | [ 21 ] [ 22 ] |
| 2020 | SXSW Gaming Awards                      | Mobile Game of the Year                      | Đoạt giải    | [ 23 ]        |
| 2020 | Annual G.A.N.G. Awards lần thứ 18       | Best Music for an Indie Game                 | Chưa công bố | [ 24 ]        |
| 2020 | Annual G.A.N.G. Awards lần thứ 18       | Best Sound Design in a Casual/Social Game    | Chưa công bố | [ 24 ]        |
| 2020 | Annual G.A.N.G. Awards lần thứ 18       | Best Music in a Casual Game                  | Chưa công bố | [ 24 ]        |
| 2020 | Annual G.A.N.G. Awards lần thứ 18       | Best Original Song ("Constellation")         | Chưa công bố | [ 24 ]        |
| 2023 | Guinness World Record TITLE AT GAMESCOM | Most Users in a Concert-themed Virtual World | Đoạt giải    |               |